# Butinon
Butinon ist eine organische Verbindung mit der Summenformel C4H4O. Sie gehört zu den Ketonen mit einer zusätzlichen C≡C-Dreifachbindung und ist in dieser Reihe der einfachste Vertreter.

## Eigenschaften
3-Butin-2-on ist in reiner Form eine klare, farblose Flüssigkeit mit einem durchdringenden Geruch, die tränenreizend wirkt und chemisch reaktiv ist. Die Selbstentzündungstemperatur von 3-Butin-2-on beträgt 274 °C.

## Verwendung
Die Verbindung dient unter anderem als Synthesebaustein.